# Paul Collingwood
Paul David Collingwood MBE (* 26. Mai 1976) ist ein englischer Cricketspieler. Zwischen 2007 und 2008 war er Kapitän des englischen One-Day-Teams, in T20Is war er ebenfalls zeitweise Kapitän der englischen Nationalmannschaft. Außerdem war er Kapitän des Durham County Cricket Clubs.
Collingwood war ein Allrounder mit dem Schwerpunkt als Batter, der insbesondere im One-Day-Cricket ein verlässlicher Medium-Pace-Bowler war. Vor allem aber galt er als einer der besten Feldspieler weltweit und stand im Feld meist auf der Position eines backward point oder in den slips. In vereinzelten Fällen spielte er für England auch schon als Ersatz-Wicket-Keeper.
Sein First-Class-Debüt feierte er 1996, seine ersten Einsätze in der englischen Mannschaft waren 2001 für das One-Day-Team und 2003 im Test-Team. Es dauerte jedoch zwei Jahre, bis zum letzten Test der 2005, bis er sich einen Stammplatz im Test-Team sichern konnte. Seine höchste Punktzahl in Tests mit 206 Runs während der Ashes-Series 2006/07 in Australien war das erste Double-Century eines englischen Batsman in Australien seit 78 Jahren. Aufgrund seiner drei spielentscheidenden Leistungen während der folgenden Commonwealth Bank Series in Australien wurde er in der britischen Presse als Held gefeiert.
Er war Kapitän der englischen Mannschaft, welche mit der World Twenty20 2010 erstmals ein Weltturnier gewinnen konnte. Collingwood ist außerdem der Spieler mit den meisten Einsätzen und Runs in ODIs für England.
Im Januar 2011 erklärte er während des fünften Tests der Ashes-Serie seinen Rücktritt vom Test-Cricket. Mit der englischen Mannschaft gewann er in diesem Jahr zum dritten Mal die Ashes, nachdem England durch drei Innings-Siege den traditionellen Länderkampf gegen Australien mit 3:1 gewinnen konnte.
Im Jahr 2007 war er, zusammen mit seinem englischen Mannschaftskollegen Monty Panesar, einer der fünf Wisden Cricketers of the Year.